# ریخته‌گری کامل قالب

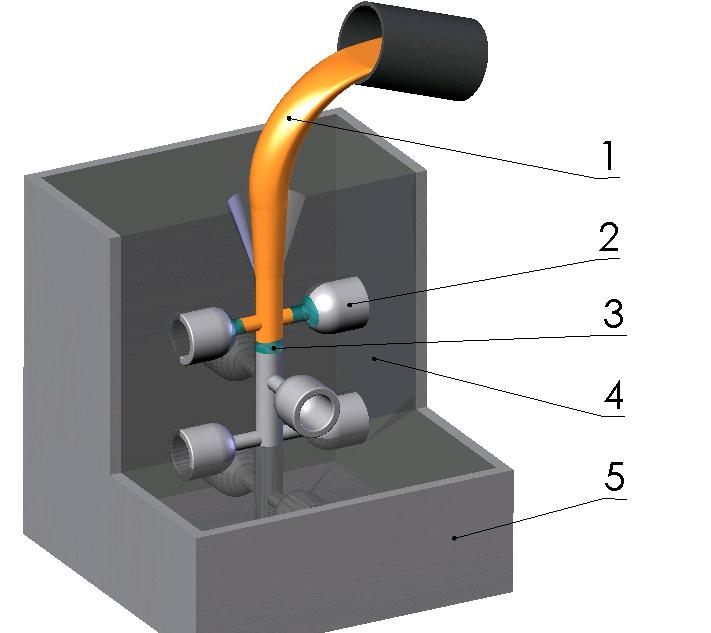
ریخته گری کامل قالب

فرایند ریخته‌گری یکی از انواع متنوع‌ترین فرایندهای مکانیکی برای تولید اجزاء است. این روش یکی از ارزان‌ترین روش‌ها را ارائه می‌دهدو قدرت و استحکام بالا دارا می‌باشد. اصل ریخته‌گری شامل معرفی فلز مذاب به حفره یا قالب شکل مورد نظر است و به آن اجازه می‌دهد تا جامد شود.
فرایند ریخته‌گری کامل نیز به عنوان فرایند ریخته‌گری فرایند فوران / فرایند تبخیری نامیده می‌شود. فرایند قالب کامل در ابتدا به عنوان فوم گم شده شناخته شده بود. با این حال، در حال فعلی مورد نیاز است که اصطلاح عمومی برای این فرایند قالب کامل باشد.
ریخته گری کامل ریخته‌گری یک فرایند ریخته‌گری تبخیری است که ترکیبی از ریخته‌گری شن و ریخته‌گری فوم است. این یک الگوی فوم پلی استایرن است که پس از آن توسط شن و ماسه احاطه می‌شود، بسیار شبیه ریخته‌گری شن و ماسه است که فلز به‌طور مستقیم به قالب ریخته می‌شود که پس از تماس با فوم تبخیر می‌شود. سپس فلز به‌طور مستقیم به قالب ریخته می‌شود که پس از تماس با فوم تبخیر می‌شود.
در قالب ریخته‌گری کامل، مواد ترمیم‌کننده تجزیه شده مانند پلی استایرن برای ساخت الگوی به جای چوب یا موم استفاده می‌شود. این فرایند شبیه فرایند موم گم شده‌است؛ در اینجا فوم هنگامی که فلز مذاب به قالب ریخته می‌شود، فوراً ناپدید می‌شود، بنابراین فرایند قابل تمیز کردن است. الگوی پلی استایرن را می‌توان با طراحی طراحی کرد کمک به یک کامپیوتر، که کمک می‌کند تا تغییر در طراحی قبل از فرایند واقعی انجام شود.

## فرایند
تکنیک‌های ریخته‌گری فوم توسط انواع نام‌های عمومی و اختصاصی معرفی شده‌اند.
در میان این موارد عبارتند از:
- ریخته‌گری فوم
- ریخته‌گری الگو،
- کاستی کمتر ریخته گری
- ریخته‌گری فوم خروجی،
- ریخته‌گری کامل قالب.

اول، یک الگوی معمولاً از فوم پلی استایرن ساخته شده‌است، که می‌تواند به روشهای مختلفی انجام شود. برای حجم کوچک اجرا می‌شود، الگوی می‌تواند برش دست یا از بلوک جامد فوم ساخته شود؛ اگر هندسه به اندازه کافی ساده باشد، می‌توان آن را حتی با استفاده از برش فوم سیم داغ برش داد. اگر حجم زیاد باشد، این الگوی می‌تواند توسط یک فرایند شبیه به قالب‌گیری تزریقی تولید شود. دانه‌های پیش پلی استایرن به یک قالب آلومینیومی از پیش گرم شده در فشار کم تزریق می‌شوند. بخار پس از آن به پلی استایرن اعمال می‌شود که موجب می‌شود تا بیشتر برای پر کردن می‌میرد. الگوی نهایی تقریباً ۹۷٫۵٪ هوا و ۲٫۵٪ پلی استایرن است. الگوهای به پایان رسید می‌توانند به صورت ریخته‌گری داغ به حوضچه‌ها، دونده‌ها و روده‌ها ریخته شوند تا الگوی نهایی را تشکیل دهند. [۱] سپس الگوی با مواد نسوز (دیرگداز پوشانده شده‌است. الگوی پوشش (۲) در یک فلاسک قرار داده شده و در ماسه سبز (۴) یا ماسه شیمیایی پیوسته بسته‌بندی شده‌است. در نهایت، فلز مذاب (۱) به قالب ریخته می‌شود که فوم را (۳) بخار می‌دهد و به فلز اجازه می‌دهد کل قالب را پر کند. روش EPC با پیش تولید دانه‌ها، معمولاً پلی استایرن شروع می‌شود. پس از اینکه دانه‌های پیش تثبیت شده تثبیت شوند، به صورت قالب تزریق می‌شوند تا الگوهای الگوسازی شوند. وقتی دانه‌ها در قالب قرار می‌گیرند، یک چرخه بخار باعث می‌شود که آن‌ها به‌طور کامل گسترش پیدا کنند و با هم ترکیب شوند. بخش الگوی با چسب مونتاژ شده، تشکیل یک خوشه می‌دهد که سیستم دروازه همچنین به روش مشابه متصل می‌شود. خوشه فوم با پوشش سرامیکی پوشیده شده‌است. این پوشش یک مانع را ایجاد می‌کند به طوری که فلز ریخته شده در هنگام ریختن نفوذ نمی‌کند و باعث فرسایش شن و ماسه می‌شود. پس از خشک شدن، خوشه به داخل یک بطری قرار داده می‌شود و با ماسه پیوندی پشت سر گذاشته می‌شود. بخار به‌طور همزمان از بطری از طریق شن و ماسه استخراج می‌شود. ریخته‌گری اجازه می‌دهد برای خنک کردن و پس از آن از فلاسک (۵) آماده استفاده می‌شود. شن و ماسه نیاز به پردازش مجدد ندارد، بنابراین می‌توان آن را به‌طور مستقیم استفاده مجدد کرد

## جزئیات

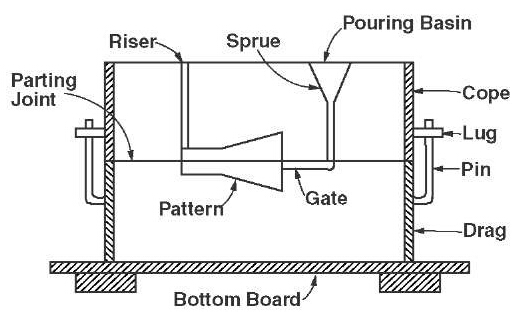
نمای کلی

حداقل ضخامت دیوار برای ریخته‌گری کامل قالب ۲٫۵ میلی‌متر (۱۰٫۱۰ اینچ) است. تحمل به ابعاد استاندارد ۰٫۳٪ است و پوشش سطحی معمول از ۲٫۵ تا ۲۵ میکرومتر (۱۰۰ تا ۱۰۰۰ میکرون) RMS است. محدوده اندازه‌گیری از ۴۰۰ گرم (۰٫۸۸ پوند) تا چند تن است.
ریخته گری کامل ریخته‌گری اغلب برای تولید سر سیلندر، بلوک‌های موتور، پمپ‌ها، اجزای ترمز خودرو و چند منظوره استفاده می‌شود. مواد معمول استفاده شده شامل آلومینیوم، آهن، فولاد، آلیاژهای نیکل و آلیاژهای مس است

### مزایا و معایب
این فرایند ریخته‌گری برای ریخته‌گری بسیار پیچیده‌ای است که به‌طور مرتب نیاز به هسته دارد. این ابعاد دقیق، نیاز به پیش‌نویس ندارد و خطوط تقسیم ندارد و هیچ فلش شکل نمی‌گیرد. در مقایسه با ریخته گری دقیق (سرمایه ای)، ارزان‌تر است، زیرا فرایند ساده‌تر است و فوم ارزان‌تر از موم است. با توجه به ماهیت فرایند، ریزرها معمولاً مورد نیاز نیستند چون فلز مذاب، فوم را بخار می‌کند، اولین فلزی به قالب خنک تر از بقیه است، که باعث خنک شدن جهت دار طبیعی می‌شود. دو معضل اصلی این است که هزینه‌های طرح می‌تواند برای برنامه‌های کم حجم زیاد باشد و به علت کم بودن قدرت، آن‌ها به راحتی آسیب دیده یا تحریف می‌شوند. اگر یک قالب برای ایجاد الگوهای استفاده می‌شود، هزینه اولیه آن زیاد است.

### تاریخچه
اولین اختراع برای فرایند ریخته‌گری تبخیری در آوریل ۱۹۵۶ توسط H.F. Shroyer ثبت شد. او به استفاده از الگوهای فوم که در شن و ماسه سنتی سبز برای ریخته‌گری فلز تعبیه شده‌است، ثبت شده‌است.